# ليسا إدلستين
ليزا إدلستين (من مواليد 21 مايو 1966-) هي ممثلة وفنانة أمريكية يهودية. أشتهرت بأدائها شخصية الدكتورة ليزا كودي في مسلسل الدراما الطبية (هاوس) الذي عرض على قناة فوكس (2004-2011). أدت إدلستين دور البطولة في شخصية آبي مكارثي في سلسلة دليل الصديقات للطلاق التي عرضت على قناة برافو بين عامي 2014 و2018.

## حياتها
ولدت أدلستن من عائلة يهودية في بوسطن في ماساتشوستس، وهي ابنة (إيفلين) و(بوني أدلستين). والدها هو طبيب للأطفال في مستشفى تشلتون ميموريال. وهي الأصغر بين أخوتها الثلاثة، نشأت في وايان في نيو جيرسي ودرست هناك في مدرسة واين فالي الثانوية وتخرجت عام 1984.
كانت أدلستين في سن السادسة عشر إحدى المشجعات في فريق نيو جيرسي جنرالز الذي يملكه دونالد ترامب، لكنها سرعان ما واجهت مشاكل عندما نظّمت حركة احتجاج لأن الفريق كان يجبر المشجعات على الوقوف في الحانات بينما كُنًّ يرتدين لباس التشجيع الرسمي. وقد قالت أدلستين بأنًّها كانت تشعر أنّ هذا التصرف «أقرب إلى الدعارة» وبدأت إضراباً للمشجعات.
وفي سن الثامنة عشر، انتقلت أدلستين إلى مدينة نيويورك لدراسة المسرح في مدرسة Tisch School of the Arts للفنون في جامعة جامعة نيويورك. وبينما كانت تعيش في نيويورك شاركت في نادٍ ليلي وعُرفت هناك باسم «ليسا إل» مسببةً ضجة في المجتمع لذا أطلق عليها لقب «كوين أوف ذا داونتاون» "Queen of the Downtown" في مدينة نيويورك من قبل الكاتب جيمس سانت جيمس والذي جاء على ذكر أدلستين بعد ذلك بفترة قصيرة في كتابه عام 1999 مرقص المذبحة Disco Bloodbath.

## سيرتها المهنية

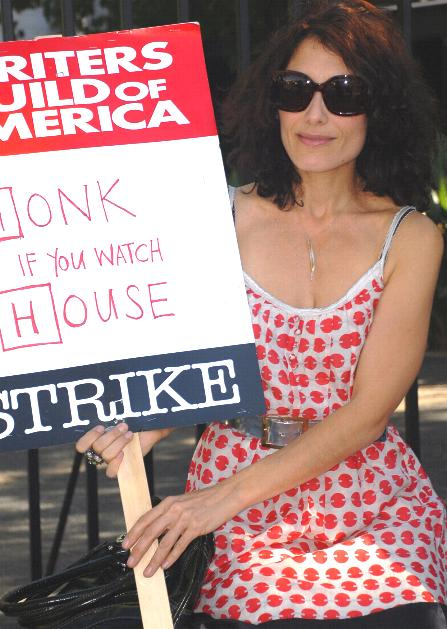
الممثلة ليسا إدلستين في احتجاج نقابة الكتاب الأمريكية.

بعد أن أُطلق عليها اسم "celebutante" من قبل مجلة نيويورك تايمز خلال أيامها في «كلوب كيد» club kid، استخدمت أدلستين شهرتها الجديدة للكتابة، والتأليف، والتألق في مسرحية موسيقية تدعى «بوستيف مي» Positive ME وذلك كرد فعل على أزمة الإيدز المتزايدة في الثمانينات. وبعد فترة قصيرة من استضافتها في برنامج «استيقظ» Awake في محطة MTV في عام 1990، أمضت أدلستين بداية فترة التسعينات في الظهور في عدة أدوار كوميدية شعبية كممثل ضيف بما في ذلك Mad About You، وWings، وThe Larry Sanders Show, وSports Night، وSeinfeld حيث لعبت دور صديقة جورج كوستانزا المحبَطة والتي تدعى "Risotto Girl" (صديقة جورج الوحيدة التي تظهر في حلقات متعددة بخلاف سوزان روس).
وبعد ذلك بقليل بدأت أدلستين تلعب أدواراً أكبر في الدراما التلفزيونية، نذكر منها أدوارها في مسلسل «النسبية» Relativity عام 1996، ومسلسل «الجناح الغربي» The West Wing عام 2000، ومسلسل«مصدر السعادة» Felicity عام 2001، وبالإضافة إلى استمرارها في أداء أدوار الضيف في عروض أخرى.
أعارت أدلستين صوتها لعدة برامج رسوم متحركة نذكر منها «ملك الجبل» King of the Hill، و«والدي الأمريكي» American Dad! وسلسلة الرسوم المتحركة «سوبرمان» Superman: The Animated Series. وتضَّمن رصيد أدلسيتن أفلاماً عدة منها «ما تريده النساء» ما تريده النساء (فيلم) وفيلم «البقاء مؤمناَ» Keeping the Faith ودورا صغيرا في أفلام «جيد كما يلزم الأمر» As Good as It Gets وفيلم «يوم عناية والدي» Daddy Day Care.
وفي عام 2004، أُسند لها دور الطبيبة ليسا كادي، وهي عميدة كلية الطب في مستشفى بلينسبارو تيتشينغ هوسبيتال، وكصديقة سابقة للطبيب جيريجوري هاوس في المسلسل التلفزيوني «هاوس.»
وفي عام 2011 توجت بجائزة People's Choice Award كأفضل ممثلة في الدراما عن تجسيد دور الطبيبة ليسا كادي في المسلسل التلفزيوني «هاوس.»
وفي أيار عام 2011، أعلنت أدلستين بأنها لن تشارك في الموسم الثامن من مسلسل «هاوس.»
وفي حزيران من عام 2011، كُشف النقاب على أنها إحدى المشاركين في طاقم عمل مسلسل «الزوجة الطيبة» The Good Wife، وتلعب دور سيلسيت سيرانو.

## حياتها الخاصة
في 25 مايو 2014، تزوجت إدلستين من الفنان روبرت راسل في لوس أنجلوس. أصبحت زوجة أب إبني راسل من زواج سابق.

## أعمالها الفنية

### أفلام
| السنة | عنوان الفيلم                          | الدور                        |
| ----- | ------------------------------------- | ---------------------------- |
| 1991  | الأبواب The Doors                     | مزينة                        |
| 1997  | جيد كما يلزم الأمر As Good as It Gets | المرأة التي تجلس على الطاولة |
| 1998  | طائش Indiscreet                       | بيث سوسمان                   |
| 1998  | خطة سوزان Susan's Plan                | بيني مايرز                   |
| 1999  | 30 يوماَ 30 Days                       | دانييلا                      |
| 2000  | البقاء مؤمناَ Keeping the Faith        | آلي ديك                      |
| 2000  | ما تريده النساء                       | دينا                         |
| 2001  | النهر الأسود Black River              | لورا                         |
| 2002  | مهووس Obsessed                        | شارلوت                       |
| 2003  | يوم عناية والدي Daddy Day Care        | والدة كرسبين                 |
| 2005  | آباء وأبناء Fathers and Sons          | إرين                         |
| 2005  | قل عم Say Uncle                       | سارة فيبر                    |
| 2008  | تسليم استثنائي Special Delivery       | ماكسين كارتر                 |

### مسلسلات
| العام | المسلسل                                | الدور               | ملاحظات                      |
| ----- | -------------------------------------- | ------------------- | ---------------------------- |
| 1992  | القانون في لوس أنجليس L.A. Law         |                     | عنوان الحلقة "طائر صديقي"    |
| 1992  | مجنون بشأنك Mad About You              | لاين ستودارد        | "نسيان الماضي"               |
| 1993  | النصيحة الجيدة Good Advice             | روبين               | "القبلة"                     |
| 1993  | سينفيلد Seinfeld                       | كارن                | في حلقتان                    |
| 1993  | أجنحة Wings                            | مارشا بيبلس         | "آلام المخاض"                |
| 1994  | عرض لاري ساندر The Larry Sanders Show  | ديان فرينش          | "The Mr. Sharon Stone Show"  |
| 1994  | الشوفان البري Wild Oats                |                     | حلقة                         |
| 1995  | كامل تقريباً Almost Perfect             | باتي كارب           | 9 حلقات                      |
| 1995  | شركاء Partners                         | سيندي وُلف           | "من يخاف رون وسيندي وُلف؟"    |
| 1995  | النسبية Relativity                     | روندا روث           | الحلقات 1 - 17               |
| 1995  | سوبر مان Superman: The Animated Series | ميرسي جريفس         | ثمان حلقات                   |
| 1996  | نيد & ستاسي Ned & Stacey               | جانين               | "أصدقاء وأحباء"              |
| 1997  | ER                                     | آغي أورتُن           | "الكمين"                     |
| 1998  | اقتلني وحسب Just Shoot Me!             | إرين سيمونز         | "بالوعة!"                    |
| 1998  | فريزير Frasier                         | كيتلين              | "فريزر سيحوزها"              |
| 1999  | ليلة الرياضة Sports Night              | بوبي بيرنستين       | ثلاث حلقات                   |
| 1999  | الجناح الغربي The West Wing            | لوري "برتني" رولينز | خمس حلقات                    |
| 2000  | آلي ماكبيل Ally McBeal                 | سيندي ماكوليف       | خمس حلقات                    |
| 2000  | غروس بوينت Grosse Pointe               | شون شابيرو          | "الرضا"                      |
| 2001  | مصدر السعادة Felicity                  | لورين               | ست حلقات                     |
| 2002  | قفزة الإيمان Leap of Faith             | باتي                | الحلقات 1 - 6                |
| 2003  | بدون أثر Without a Trace               | الدكتورة لينا ساردو | "الانتقال"                   |
| 2003  | التمرين The Practice                   | ديان وارد           | حلقتان                       |
| 2003  | مجلس العدل Justice League              | ميرسي جريفس         | حلقتان                       |
| 2004  | تحكيم إمي Judging Amy                  | سيلفيا دانفورث      | "السريع المميت"              |
| 2004  | هاوس                                   | ليسا كادي           | طاقم العمل الأساسي 2004-2011 |
| 2005  | مجلس العدل Justice League Unlimited    | ميرسي جريفس         | "التصادم"                    |
| 2007  | ملك الجبل King of the Hill             | أليكسيز             | "أولاد مسحوق الفطيرة"        |
| 2010  | والدي الأمريكي! American Dad!          | شيري                | حلقتان                       |
| 2011  | مستشفى الأطفال Childrens Hospital      | ليسا كادي/وشخصينها  | حلقة                         |
| 2011  | الزوجة الطيبة The Good Wife            | سيليست سيرانو       | دور متكرر                    |

## وصلات خارجية
- ليسا إدلستين على موقع IMDb (الإنجليزية)
- ليسا إدلستين على موقع روتن توميتوز (الإنجليزية)
- ليسا إدلستين على موقع ألو سيني (الفرنسية)
- ليسا إدلستين على موقع ميوزك برينز (الإنجليزية)
- ليسا إدلستين على موقع تيرنر كلاسيك موفيز (الإنجليزية)
- ليسا إدلستين على موقع أول موفي (الإنجليزية)
- ليسا إدلستين على موقع قاعدة بيانات الأفلام السويدية (السويدية)
- ليسا إدلستين على موقع إن إن دي بي (الإنجليزية)
- ليسا إدلستين على موقع قاعدة بيانات الفيلم (الإنجليزية)
- ليسا إدلستين على موقع كينوبويسك (الروسية)